# في سايد
في -سايد هو عالم افتراضي ثلاثي الأبعاد يعتمد على الاتصال بالإنترنت أُطلق في 15 مايو 2006. وهو لعبة في المرحلة التجريبية العامة. طورت هذه اللعبة في البداية مؤسسة أميريكان استوديو دوبلجانجر. وهي استوديو أُسس في عام 2004، وقد استحوذ إكسيت رياليتي على اللعبة، وهو المالك والمطور، في يونيو 2009. يطلق على المستخدمين داخل عالم اللعبة اسم (في -سايدرز) ويمكنهم التفاعل مع بعضهم البعض من خلال الشبكات الاجتماعية، وترفيه المشاهير والتسوق في المتجر الافتراضي والتعبير عن الذات، إذ إن العضوية في اللعبة مجانية.
توفّر شركة إكزيت رياليتي (الجيل التالي من الترفيه الاجتماعي) مع لعبة في -سايد إذ تركّز الأنشطة والمشاركات العالمية على الموسيقى والترفيه والموضة. وقد صُممت في -سايد لتكون بيئة اجتماعية على الإنترنت يستطيع المراهقون فيها التسكع مع أصدقائهم في الوقت الحقيقي في الأماكن العامة والشخصية. وهو يعتمد على المحتوى أو التصميم الذي ينشئه المحترفون والمستخدمون. وإن جزءًا رئيسيًا من مفهومه هو استضافة المستخدمين لأحداثهم الخاصة للآخرين للمشاركة فيها. وقد فاز بجائزة (أفضل 100 شركة خاصة للمشاهدة) لعام 2007 من مؤتمر هوليوود (وأفضل خمسة اختيارات لشبكة سي- نت CNET) من مؤتمر تحت المراقبة لعام 2007.
بالإضافة إلى تشجيع المراهقين على التعبير عن أنفسهم من خلال الأماكن الشخصية أو «الشقق»، كما تشجع في -سايد المستخدمين على التعبير عن أنفسهم عبر الإيماءات الاجتماعية والاتصالات، بما في ذلك الأشخاص الذين يتسكعون معهم، حيث يشاهدون ويقيمون مساحتهم الشخصية والأنشطة التي يشاركون فيها. ويوفّر في -سايد أيضًا نظامًا واسعًا لتخصيص الشخصيات مع أكثر من خمسة ملايين مجموعة مختلفة من الملابس المتاحة مجانًا. كما من الممكن إضافة شخصيات رمزية كرتونية من خلال شراء الملابس الافتراضية.
وكما هو الحال مع جميع المجتمعات المحلية، فإن الوضع الاجتماعي مهم في مجتمع في -سايد إذ يستطيع المستخدمون كسب مكانة عالمية وتسلق سلم اجتماعي استنادًا إلى عدد الأصدقاء الذي لديهم وعدد الأصدقاء الجدد الذين يجلبونهم إلى العالم والأنشطة التي يستضيفونها أو يشاركون فيها.
ويتم تمثيل المركز الاجتماعي العالي في العالم من خلال نقاط حتى يتمكن المستخدمون من معرفة العضو الجديد في المجتمع على الفور مقارنة بالمستخدم المخضرم. ويحصل المركز الاجتماعي العالي على إمكانية دخول لأحداث الشخصيات الهامة VIP، ويتيح إمكانية الوصول التفضيلي إلى الأماكن الشخصية ويسمح بشراء سلع افتراضية غير متاحة للمستخدم العادي.

## التاريخ
أصدرت شركة دوبلجانجر في مارس 2006 (معاينة) للعبة افتراضية جديدة تسمى (صالة بي دي سي) بعد مرحلة تطوير دامت لنحو عشرة أشهر. ولم يُدعَ إلا عدد قليل من الأشخاص من قائمة معجبي لعبة بي دي سي لتجربة المعاينة. وأُصدر تحديث لهذه المعاينة في نهاية مارس مع إصلاحات للأخطاء وفي 15 مايو، 2006 أطلقت النسخة التجريبية للعبة (الصالة The Lounge) رسميًا. وقد قُدمت كأول ملهى ليلي افتراضي للمراهقين يتميز بـ بوسيكات دولز وإنترسكوب ريكوردز. في بداية لعبة الصالة -ذا لونغ كان العائد الرئيسي من مبيعات تنزيل الموسيقى والسلع الأخرى، فضلًا عن مساحة إعلانية داخل النادي الافتراضي والائتمانات (بطاقات ائتمانية وجيزة) لشراء سلع إلكترونية. وقد أُعيد تسمية اللعبة الافتراضية فيما بعد إلى (صالة الموسيقى Music Lounge).
وفي لحظة (بدء الصراع من السيوف إلى المحاريث)، تساءل ليتليفيلد عما سيكون عليه الأمر لو كان، أولًا وقبل كل شيء، مكانًا للأصدقاء ليتسكعوا معًا. وهكذا ولدت فكرة دوبلجانجر بهذا العالم الافتراضي الذي اعتُبر مكانًا يتمركز حول الموسيقى والحياة اليلية. (ويرد. كوم).
أصبحت صالة الموسيقى ناجحة ونمت ثم أعيدت تسميتها لتصبح في -سايد في صيف عام 2007. وقد تغيرت العديد من الأشياء من اللعبة الأصلية في هذه المرحلة. وكان قد تألف العالم بعد ذلك من 3 مدن في عالم الإنترنت واستُبدل نظام الحالة الاجتماعية القديم المسمى (ريسبيكت) بوضع تصنيف «في بوينت» الحالي حيث يمكن شراء الشقق التي لا يمكن استئجارها إلا في لعبة صالة الموسيقى.
أُضيف المزيد من الرعاة للعمل الإضافي مثل المغنية تيرا بانكس والدي جي آ- ام وديجراسي وماركات حقيقية مثل كيتسون وروكاوير وستار ستايل إضافة إلى إيدوك لاوندري. اشترت شركة وسائل الإعلام الرقمية (هيب  Hip) شركة دوبلجانجر بعد عام واحد من إطلاق في -سايد في أغسطس من عام 2008 مقابل 40 مليون دولار ولكنها استمرت في العمل دون تغييرات ملحوظة للمستخدمين.
حافظت في -سايد على ثباتها لمدة عام ونصف مع إضافة متجر في.اتش.دي vHD الافتراضي وهو عبارة عن مخزن تُباع فيه الملابس المصنوعة من قبل المستخدمين وبعض الإضافات الأخرى إلى اللعبة مثل حلبة السومو وآليات تشبه الموجودة في لعبة تيتريس. ولسوء الحظ، فقد اضطرت شركة دوبلجانجر في بداية عام 2009 إلى تسريح عدد كبير من موظفيها بسبب مشاكل مالية وأبلغت مجتمعها بعد أشهر قليلة بإيقاف اللعبة. وقد تُركت في -سايد ومنتداها بلا إدارة نظرًا لعدم عودة الموظفين إلى العمل لدى شركة دوبلجانجر. وبشكل مُفاجئ ظهر مشرف مجهول لينظف الفوضى التي سببها المستخدمون من آن لآخر.
فيما بعد، نظم موظفان مجتمعيان حدثًا مميزًا قبل أيام قليلة من إيقاف تشغيل الخادم المتوقع والذي سُمي بـ (تي. جي. آي. إف) وهي اختصار لعبارة (الحمد لله اليوم جمعة). وقد كان هذا الحدث الأخير الذي يُنظم تحت ملكية شركة دوبلجانجر، غير أنها لم تفلح في ذلك بسبب بعض المشاكل التقنية التي حدثت مع الأنظمة غير المتصلة بالإنترنت في المقر الرئيسي لشركة دوبلجانجر. وأُوقف تشغيل خوادم اللعبة الافتراضية أولًا وأصبح منتدى اللعبة وموقع دوبلجانجر الرسمي بعد بضعة أيام غير متصلين. وكان كل شيء حتى هذه الفترة يعتبره البعض عصر في-سايد الذهبي.
وقد أعلنت شركة إكزت رياليتي استحواذها على في-سايد في 31 يوليو عام 2009 مقابل مبلغ لم يُكشف عنه، وعاد منتدى في-سايد متصلًا بالإنترنت. ولم يُعاد تنشيط اللعبة نفسها على الفور، ولكن بدلًا من ذلك نُقلت خوادمها من موقعها الحالي في مقر شركة دوبلجانجر إلى مضيف جديد تديره شركة سوفت لاير للإلكترونيات الواقعة في تكساس. وظهر قسم مخفي في منتدى اللعبة بعد إعداد خوادمها يسمى (نهضة في-سايد) لمستخدمين معينين مثل مرشدين وخبراء تكنولوجيين قبل إغلاق خوادم في-سايد.
وعمل هذا القسم والمستخدمون فيه مع الموظفين الجدد لشركة إكزيت رياليتي لاختبار الخادم قبل إتاحته للجمهور. ثم فُتحت لعبة في-سايد للجمهور لاحقًا في ذلك العام مع بعض التغييرات عليها كانت قد أحدثتها دوبلجانجر. وكان التغيير الأبرز هو أن لعبة في-سايد لم تعد تعزف موسيقاها الخاصة. واستُبدلت مساحات من المواد الموسيقية الإعلامية المخصصة للموظفين في اللعبة بمحطات شوتكاست الإذاعية والتي دمجتها شركة دوبلجانجر مسبقًا في اللعبة. وأصبح المشرفون وأعضاء فريق الترويج الآن مستخدمين مختارين من قبل الموظفين الجدد.
خلال فترة ما بين إعادة فتح في-سايد للجمهور والوقت الحالي قامت إكزت رياليتي بتحديث في-سايد مع إضافة شقتين أخريين والمزيد من العناصر للمستخدين لشراء المزيد من الملابس في متجر في.اتش.دي والمزيد من الأثاث والديكورات للشقق. وغالبًا ما تستجيب إكزت رياليتي للطلبات على المنتديات، على سبيل المثال، كانت قاعدة المستخدم في أغلب الأحيان تطلب إعادة إطلاق وتكوين قاعدة (دوت – دورم) حتى قبل إيقاف تشغيل لعبة في-سايد.